# 常磐バイパス
常磐バイパス（じょうばんバイパス）は、福島県いわき市内の国道6号のバイパスである。全線が、国土交通省が直轄管理を行う指定区間に指定されている。
いわき市を南から北東に縦貫する、いわき市内におけるバイパス網の中心核となるバイパス。旧国道6号の交通量増大に伴う渋滞を解消するために計画され、大部分が片側2車線以上（勿来四沢IC - 錦町雷ICを除く区間）による全長約28 km（キロメートル）のバイパス路線。愛称はいわきサンシャインロード。
バイパスの全区間が、1998年（平成10年）6月16日に候補路線の指定を受けた地域高規格道路「いわき東道路」を構成する予定である。

## 概要

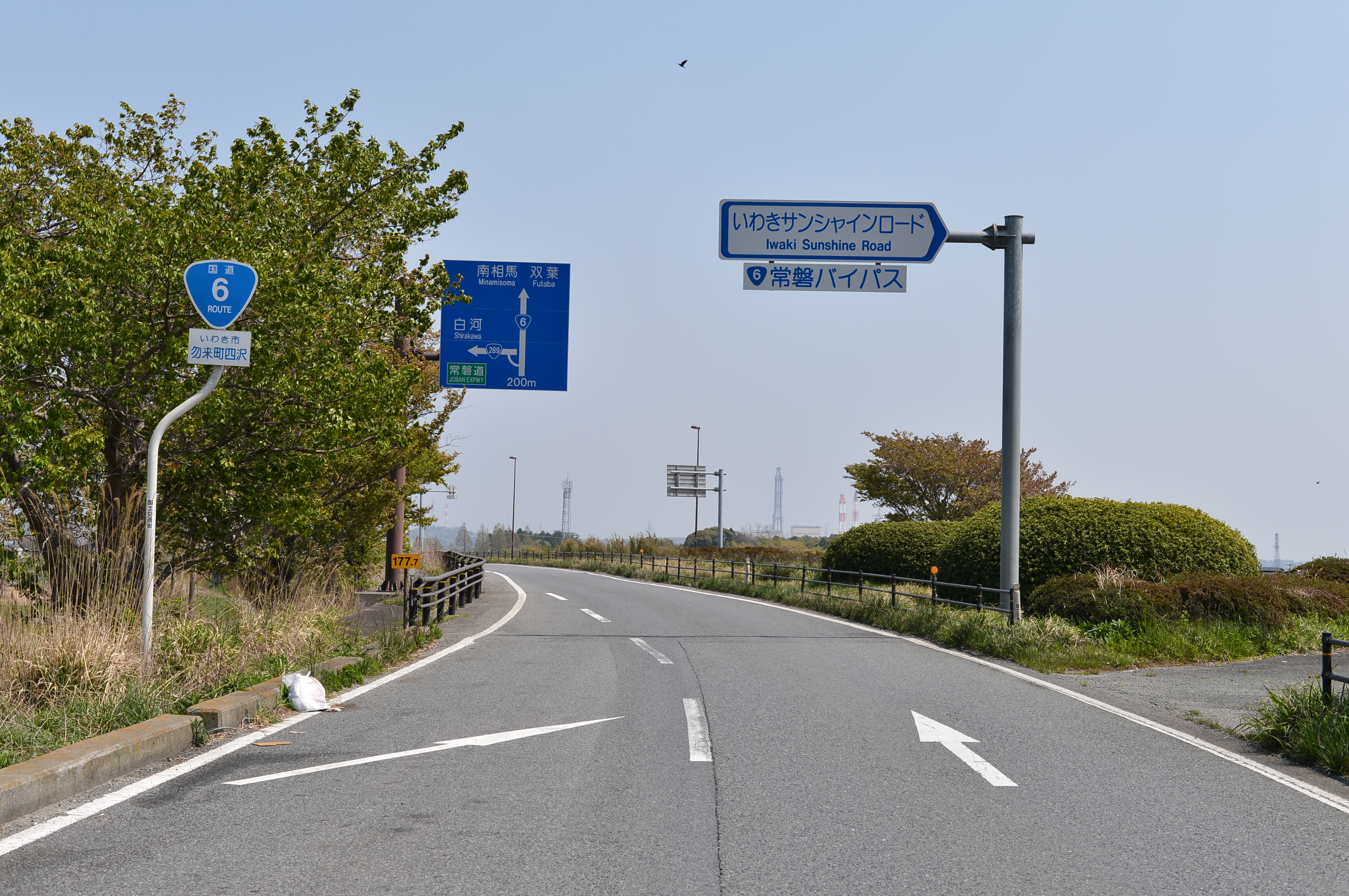
いわきサンシャインロード入口付近（国道6号常磐バイパス）2015年4月

2000年（平成12年）に全線開通し、その後は4車線化や交差点の立体化などの工事を進められた。
信号機が少なく立体交差が多いので、福島県内の福島南バイパス、あさか野バイパス（共に国道4号）と共に車両の流れが比較的よい。特に飯田交差点から終点の神谷JCTまでの10.9 kmや久世原団地から平下神谷にかけての新規開通部分などは、平面交差が無いように作られ、火葬場の入口ですら立体交差になっている。
また2010年代以降は全線4車線化に向けた拡幅事業が本格的に進められ、バイパス周辺においては特定港・重要港湾である小名浜港にて整備が進む小名浜港国際物流ターミナルの整備（2018年度完成予定）やイオンモールいわき小名浜の開業（2018年6月開業）などのイベントによる交通量増加を見越し、これに間に合わせる形で国土交通省はいわき市平下荒川 - 同市平下神谷間（延長6.0 km）およびいわき市勿来町四沢 - 錦町雷（延長0.86 km）をそれぞれ2018年（平成30年）3月に4車線で供用。
一方で、水戸方面に向かう場合、常磐バイパスを過ぎると流れが悪くなる。これは、茨城県内は2車線が大半で、日立、石岡、土浦では渋滞に巻き込まれるためである。
かつては勿来四沢交差点から小名浜住吉交差点までは並行する旧道が県道となり、以北が2経路あったが、2018年（平成30年）4月1日より残りの並行する現道区間も県道と国道399号となった。

### 路線データ
- 起点 : 福島県いわき市勿来町四沢（四沢交差点）
- 終点 : 福島県いわき市平下神谷（下神谷交差点）
- 延長 : 27.7 km
- 規格 : 第3種第1級
- 標準道路幅員 : 25.0 m
- 車線数 : 4車線
- 車線幅員 : 3.5 m
- 設計速度 : 80 km/h

## 歴史
1963年（昭和28年）、現・いわき市の合併が決定していた当時の国道6号は、モータリゼーションの進捗に伴って自動車交通量が著しく増加し、渋滞が慢性化していた。いわき市は新産業都市の指定を受け、将来的な産業活性化と、それに伴う近郊部の都市化や宅地化等により、更なる交通量の増加が予想された。
こうしたことから、当時の建設省と福島県、いわき市は市街地を経由する通過交通を郊外に分離し、各地域間道路や、当時建設が予想された常磐自動車道から観光・産業都市として期待された小名浜への自動車交通を円滑化するためのバイパスの建設を計画し、1966年（昭和41年）から事業化された。
当時の常磐自動車道の建設計画はまだ白紙状態であり、バイパス道路はいわき市を縦断するだけではなく、南北交通を最短で結ぶ道路として計画が進められた。
ルート選定においては、市街地に接近し過ぎると用地の取得に多額の費用を要する上、交通量の増大でさらなる騒音などの公害が生じる恐れがあるため、また1953年（昭和28年）6月に現在の国道49号の計画路線から外れた小名浜 - 平間を結ぶ副経路としても考慮されていたことから、勿来市から磐城市・平市郊外へと最短で結ぶ経路が選定された。当時は鹿島町までの計画であったが、1973年（昭和38年）に平下神谷まで延伸する計画に変更。
こうして1968年（昭和43年）度に用地買収に着手し、1972年（昭和47年）に勿来町四沢 - 佐糠町碇田の供用が開始。その後も整備が進められ、1989年（平成元年）に概ねの区間が完成した。2000年（平成12年）に全線暫定形で完成。その後も交差点の立体化や車線進が進められ、2018年度（平成30年度）に全線4車線化が完了した。さらには、勿来バイパスも事業化された。

### 年表
- 1966年度（昭和41年度） : 常磐バイパス（勿来 - 鹿島）事業化
- 1968年度（昭和43年度） : 用地買収に着手
- 1969年度（昭和44年度） : 着工
- 1972年（昭和47年）12月20日 : いわき市勿来町四沢 - いわき市佐糠町碇田（3.64 km）開通
- 1973年度（昭和48年度） ：終点を平下神谷まで延長する計画変更
- 1977年（昭和52年）12月23日 : いわき市佐糖町碇田 - いわき市泉町下川（6.02 km）開通
- 1978年（昭和53年）8月10日 : いわき市泉町下川 - いわき市泉町滝尻（1.31 km）開通
- 1979年（昭和54年）12月25日 : いわき市泉町滝尻 - いわき市小名浜南富岡（1.4 km）開通
- 1981年（昭和56年）3月27日 : いわき市小名浜南富岡 - いわき市小名浜住吉（2.26 km）開通
- 1983年（昭和58年）3月30日 : いわき市小名浜住吉 - いわき市常磐三沢町（3.4 km）開通
- 1985年（昭和60年）8月10日 : いわき市常磐三沢町 - いわき市自由ケ丘（3.03 km）開通
- 1989年（平成元年）3月18日 : いわき市自由ケ丘 - いわき市平下荒川（0.66 km）開通
- 1990年（平成2年）3月30日 : 宮ノ下交差点（いわき市）立体化完成
- 1992年（平成4年）3月26日 : 六枚内交差点（いわき市）立体化完成
- 1996年（平成8年）8月2日 : いわき市平荒田目 - いわき市平下神谷（0.94 km）開通
- 2000年（平成12年）3月28日 : いわき市平下荒川 - いわき市平荒田目（5.02 km）開通により全線開通
- 2002年（平成14年）12月17日 : 常磐上矢田交差点立体化完成
- 2003年（平成15年）3月31日 : 小名浜住吉交差点（いわき市）立体化完成
- 2007年（平成19年）3月19日 : いわき市常磐三沢町 - いわき市常磐上矢田町間（2.3 km）が4車線拡幅
- 2015年（平成27年）3月16日 : いわき市泉町下川 - いわき市泉町滝尻間（1.3 km）が4車線拡幅[7]
- 2015年（平成27年）9月8日 : いわき市錦町中迎 - いわき市佐糠町碇田間（1.4 km）が4車線拡幅[8]
- 2016年（平成28年）3月15日 : いわき市錦町雷 - いわき市錦町中迎間（1.4 km）が4車線拡幅[3]
- 2018年（平成30年）3月30日 : いわき市平下荒川 - いわき市平下神谷（6.0 km）が4車線拡幅[4]。
- 2018年（平成30年）4月1日 : いわき市小名浜住吉 - いわき市平下神谷間の並行する現道区間が国土交通省管理から福島県管理に移行[5][注釈 3]

### 旧道
- 勿来町四沢（四沢交差点） - 植田町中央（植田町交差点） - 福島県道56号常磐勿来線
- 植田町中央（植田交差点） - 平十五町目（十五町目交差点） - 福島県道20号いわき上三坂小野線
- 小名浜住吉（住吉交差点） - 常磐下船尾町（下船尾交差点） - 福島県道66号小名浜小野線
- 平十五町目（十五町目交差点） - 平下神谷 - 国道399号
  - このうち、小名浜住吉（住吉交差点） - 常磐下船尾町（下船尾交差点） - 平十五町目（十五町目交差点） - 平下神谷 - 国道399号間は、2018年（平成30年）3月31日まで国道6号として指定されていたが、同年4月1日の経路変更により路線に指定が変更された。

## 路線状況

### 福島県内屈指のバイパス路線
常磐バイパスは、一般道路では福島県内最長のバイパス路線であり、交通量も多い。また、錦町中迎（中迎交差点） - 平下神谷の25.5 kmに点在する信号付交差点の数がわずか3カ所と極力立体交差化された一方、この3カ所を先頭とする渋滞が目立ち、特に夕方時間帯においては渋滞が慢性化している。

### 車線・最高速度
| 区間                | 車線 上下線=北行+南行 | 最高速度 |
| ------------------- | --------------------- | -------- |
| 勿来町四沢 - 錦町雷 | 2=1+1                 | 60 km/h  |
| 錦町雷IC - 神谷JCT  | 4=2+2                 | 60 km/h  |

### 道路管理者
- 国土交通省東北地方整備局磐城国道事務所 - 全線

### 交通量
- 平日24時間交通量（台） 道路交通センサス

| 区間                                      | 平成27（2015）年度 | 平成22（2010）年度 |
| ----------------------------------------- | ------------------ | ------------------ |
| 四沢交差点 - 佐糠IC （観測地：錦町雷）    | 18,708             | 20,812             |
| 佐糠IC - 常磐上矢田JCT （観測地：小名浜） | 40,027             | 51,989             |
| 常磐上矢田JCT - 荒川IC （観測地：荒川）   | 30,231             | 43,166             |

（出典：「平成27年度全国道路・街路交通情勢調査」（国土交通省ホームページ）より一部データを抜粋して作成）
- 2005年
  - いわき市泉町下川字須賀蛭 : 37,705
  - いわき市常磐松久須根町宮ノ作 : 42,662
  - いわき市平中山字矢ノ倉 : 20,935
  - いわき市平菅波字菅波入 : 21,735
  - いわき市平山崎字馬場 : 22,291

## 交差する道路
| 施設名                                           | 接続路線名                                            | 接続路線名                               | 東京から (km) | 備考                           | 交差する道路 | 交差する道路   |
| ------------------------------------------------ | ----------------------------------------------------- | ---------------------------------------- | ------------- | ------------------------------ | ------------ | -------------- |
| 国道6号（勿来バイパス） 日立・水戸方面（事業中） |                                                       |                                          |               |                                |              |                |
| 四沢交差点                                       | 福島県道56号常磐勿来線                                | 国道6号 水戸方面                         | 177.6         |                                | いわき市     | 勿来町四沢渋町 |
| 雷交差点                                         | 国道289号いわき勿来IC方面                             | -                                        | 178.4         | 立体交差点                     | いわき市     | 錦町雷         |
| 作鞍交差点                                       | 呉羽総合病院方面                                      | 安良町方面                               | 178.7         |                                | いわき市     | 錦町作鞍       |
| 成沢交差点                                       | 錦町中央・勿来支所方面                                | 錦東小学校方面                           | 179.4         |                                | いわき市     | 錦町成沢       |
| 中迎交差点                                       | 福島県道71号勿来浅川線（間接接続） 錦町江栗・沼部方面 | -                                        | 180.0         |                                | いわき市     | 錦町中迎       |
| 植田                                             | 植田町方面                                            | -                                        | 180.9         | 勿来方面出入口                 | いわき市     | 植田町         |
| 佐糠交差点                                       | 茨城県道・福島県道10号日立いわき線                    | 福島県道239号泉岩間植田線                | 181.3         | 平下神谷・久之浜方面出入口     | いわき市     | 佐糠町碇田     |
| 常磐共同火力専用流出・流入路                     | 常磐共同火力勿来発電所に接続                          | 常磐共同火力勿来発電所に接続             | 181.9 182.2   |                                | いわき市     | 岩間町         |
| 小浜漁港入口交差点                               | いわき健康センター・金山方面                          | 小浜漁港方面                             | 184.4         |                                | いわき市     | 小浜町         |
| 宮ノ下交差点                                     | 泉町下川方面 小名浜道路（事業中）                     | 大剣埠頭方面                             | 187.1         | ダイヤモンド型インターチェンジ | いわき市     | 泉町下川       |
| 泉町六枚内交差点                                 | 泉駅・泉町玉露方面                                    | 小名浜港方面                             | 188.5         | ダイヤモンド型インターチェンジ | いわき市     | 泉町滝尻       |
| 住吉交差点                                       | 福島県道66号小名浜小野線 湯本方面                     | 福島県道66号小名浜小野線 小名浜港方面    | 192.2         | ダイヤモンド型インターチェンジ | いわき市     | 小名浜住吉     |
| 林城交差点                                       | 玉川団地方面                                          | 鹿島町船戸方面                           | 193.3         |                                | いわき市     | 小名浜林城     |
| 飯田交差点                                       | 鹿島町飯田・米田方面                                  | 鹿島町久保方面                           | 194.3         |                                | いわき市     | 鹿島町飯田     |
| 三沢交差点                                       | 福島県道48号江名常磐線 湯本方面                       | 福島県道48号江名常磐線 江名方面          | 195.3         | 立体交差点                     | いわき市     | 常磐三沢町     |
| 上矢田交差点                                     | 国道49号平バイパス                                    | -                                        | 197.9         | 立体交差点                     | いわき市     | 常磐上矢田町   |
| 自由が丘交差点                                   | 鹿島街道いわき駅方面                                  | 鹿島街道鹿島方面                         | 198.7         | 立体交差点・勿来方面出入口     | いわき市     | 自由ケ丘       |
| 下荒川交差点                                     | 福島県道26号小名浜平線 平正内町方面                   | 福島県道26号小名浜平線 鹿島・小名浜方面  | 199.3         | 立体交差点                     | いわき市     | 平下荒川       |
| 中山交差点                                       | 福島県道241号下高久谷川瀬線 平第五小学校方面          | 福島県道241号下高久谷川瀬線 新舞子方面   |               | 立体交差点                     | いわき市     | 平中山         |
| 甲塚交差点                                       | 福島県道229号甲塚古墳線 平山崎方面                    | 福島県道229号甲塚古墳線 藤間・新舞子方面 |               | 立体交差点                     | いわき市     | 平荒田目       |
| 神谷JCT                                          | 国道399号                                             | 国道6号 相馬方面                         | 205.2         | 立体交差点                     | いわき市     | 平下神谷       |

## 道路施設
蛭田川橋
- 全長：61.0m
- 幅員：8.7m
- 竣工：2003年[9]

蛭田川第一橋 / 第二橋
- 全長：62.0m / 60.2m
- 幅員：6.0m / 6.0m
- 竣工：1972年

錦町字綾ノ町から字雷に至り、二級水系蛭田川を渡る。1972年に現在の上りランプ橋である蛭田川第二橋と下りランプ橋である蛭田川第一橋が竣工し本線として利用されていたが、北側の雷交差点立体化に伴う雷跨道橋の架設とともに、下り本線橋梁として蛭田川橋が2003年に架設され、暫定2車線対面通行にて供用されており、勿来バイパス整備事業と併せて上り線の橋梁建設による4車線化工事が行われている。
雷跨道橋
- 全長：24.2m / 24.3m（上り / 下り）
- 幅員：10.0m / 9.5m（上り / 下り）
- 竣工：2019年 / 2003年（上り / 下り）[9]

錦町雷にて国道289号を渡る。雷交差点の立体化に伴い仮設された。先に完成した下り線側を用いた暫定2車線対面通行の後に、上り線側の橋梁が架けられ4車線化された。
錦成沢橋
- 全長：27.7m
- 幅員：15.2m / 12.1m（上り / 下り）
- 竣工：2015年[9]

錦町字成沢の179.5km付近にて二級水系鮫川水系中田川を渡る。河川改修に伴い架設され、併せて4車線化された。銘板はいわき市立錦小学校の児童や教諭、周辺地域の自治会長などにより揮毫されている。
鮫川大橋
植田跨道橋
- 全長：19m / 18.8m（上り / 下り）
- 幅員：9.2m / 9.4m（上り / 下り）
- 竣工：2015年 / 1971年（上り / 下り）[9]

植田町南町2丁目にて二級市道南町東荒田線の当バイパスへのオンランプ部を渡る。1971年に現在の上り線が竣工し暫定二車線対面通行にて供用され、2015年に下り線が竣工し4車線化された。なお当ランプ部は東京方面への接続しかできないハーフインターとなっている。
佐糠橋
- 全長：55.9m
- 幅員：8.2m×2
- 竣工：2015年 / 1971年（上り / 下り）[9]

植田町字下川原から佐糠町字碇田に至り、二級水系鮫川水系渋川を渡る。1971年に現在の上り線が竣工し暫定二車線対面通行にて供用され、2015年に下り線が竣工し4車線化された。
佐糠跨道橋
- 全長：23m / 22.7m（上り / 下り）
- 幅員：9m / 9.2m（上り / 下り）
- 竣工：2015年 / 1977年（上り / 下り）[9]

佐糠町字碇田から佐糠町東一丁目に至り、福島県道10号日立いわき線、福島県道239号泉岩間植田線を渡る佐糠町交差点のオーバーパスである。1977年に現在の上り線が竣工し暫定二車線対面通行にて供用され、2015年に下り線が竣工し4車線化された。
東田跨道橋
- 全長：42.6m / 42.4m（上り / 下り）
- 幅員：11.3m / 11.9m（上り / 下り）
- 竣工：1976年 / 2002年（上り / 下り）[9]
- 形式：単径間鋼単純鈑桁橋[10]

佐糠町東一丁目から岩間町字塩田、字塩田前に至り、いわき市道東田町佐糠町線を渡る。市道との直接の接続は無い。1976年に現在の上り線が竣工し暫定二車線対面通行にて供用され、2002年に下り線が竣工し4車線化された。
中ノ作橋
- 全長：16.4m
- 幅員：11.3m / 12.5m（上り/下り）
- 竣工：1973年 / 2003年（上り/下り）[9]

小浜町字中ノ作にて二級水系渚川を渡る。1973年に現在の上り線が竣工し暫定二車線対面通行にて供用され、2003年に下り線が竣工し4車線化された。
宮ノ下高架橋
- 全長：310.0m
- 幅員：8.0m×2
- 竣工：1988年 / 2015年（上り / 下り）[9]

泉町下川字大剣から字谷地川に至り、市道大剣1号線、小名浜臨港道路1号線、二級水系藤原川水系宝珠院川、一級市道小名浜林の上線を渡る。臨港道路と接続する木戸脇交差点などの立体化のために架設され、1988年に現在の上り線が竣工し暫定二車線対面通行にて供用され、2015年に下り線が竣工し4車線化された。建設中の小名浜道路の開通後は泉下川インターチェンジの至近に位置し、当バイパスとのアクセスを担う立体交差となる。
宝珠院川橋
- 全長：20.9m / 21.4m（上り / 下り）
- 幅員：14.5m / 11.5m（上り / 下り）
- 竣工：1976年[9]

泉町下川字大剣にて二級水系藤原川水系宝珠院川を渡る。宮ノ下高架橋の側道橋である。
新泉橋
- 全長：64m / 63.9m（上り / 下り）
- 幅員：10.5m×2
- 竣工：1973年 / 2011年（上り / 下り）[9]

泉町下川字神山前から泉町滝尻字東下に至り、二級水系藤原川水系釜戸川を渡る。1973年に現在の上り線が竣工し暫定二車線対面通行にて供用され、2015年に下り線が竣工し4車線化された。南側に隣接するカルバートで福島県道239号泉岩間植田線と交差するが、直接の接続は無い。
六枚内高架橋
- 全長：325.0m / 324.9m（上り / 下り）
- 幅員：8.0m×2
- 形式：6径間鋼連続箱桁橋[11][12]
- 竣工：1991年 / 2015年（上り / 下り）[9]

泉町滝尻字亀石町から字六枚内に至り、 一級市道渚滝尻線を渡る。六枚内交差点の立体交差化のために架設され、1991年に現在の上り線が竣工し暫定二車線対面通行にて供用され、2015年に下り線が竣工し4車線化された。
泉跨道橋
- 全長：20.4m / 20.3m（上り / 下り）
- 幅員：9.5m×2
- 竣工：1978年 / 2001年（上り / 下り）[9]

泉町滝尻字前坪にて福島県道15号小名浜四倉線を渡る。当バイパスとの直接の接続は無い。1978年に現在の上り線が竣工し暫定二車線対面通行にて供用され、2001年に下り線が竣工し4車線化された。
泉跨線橋
- 全長：57.0m / 57.0m / 63.5m（上り線 / 下り線 / 下り側道）
- 幅員：12.3m / 9.3m / 8.5m（上り線 / 下り線 / 下り側道）
- 竣工：1979年 / 2001年 / 1979年（上り線 / 下り線 / 下り側道）[9]
- 形式：鋼単純鈑桁橋[13]

泉町滝尻字砂井田から字東越地に至り、福島臨海鉄道本線を渡る。1978年に一級市道南富岡元分線へのオフランプとなる側道部が、1979年に現在の上り本線が竣工し暫定二車線対面通行にて供用され、2001年に下り線が竣工し4車線化された。なお市道とは東京方面のみ接続のハーフインターである。
南富岡トンネル
- 全長：280.0m
- 幅員：9.7m / 9.8m
- 工法：開削工法
- 施工：加地和組（下り）[14]
- 竣工：1980年 / 2004年（上り / 下り）[15]

小名浜南富岡字仲之内から字富士下に至る。1980年に現在の上り線が竣工し暫定二車線対面通行にて供用され、2004年に下り線が竣工し4車線化された。開削工法で建設された矩形断面のトンネルである。バイパス建設ルート上に小名浜鹿島神社が鎮座しており神域を横切ることになったが、当神社が福島県による小名浜地区の土地区画整理事業で移転を強いられたばかりであったために再度の移転を強く拒否し、高架橋の架橋についても神域を見下ろすことになり強く反対したことから、トンネルによって通過することとなった経緯がある。
南富岡橋
- 全長：97.5m
- 幅員：10.5m×2
- 竣工：1974年 / 2002年（上り / 下り）[9]

小名浜南富岡字道陸神から小名浜大原字芳際に至り、二級水系藤原川を渡る。1974年に現在の上り線が竣工し暫定二車線対面通行にて供用され、2002年に下り線が竣工し4車線化された。
住吉高架橋
- 全長：155m
- 幅員：8.5m / 8m（上り / 下り）
- 形式：3径間鋼連続箱桁橋[16][17]
- 竣工：2001年 / 2002年（上り / 下り）[9]

小名浜住吉字浜道から字折返に至り、福島県道66号小名浜小野線を渡る。2001年に住吉交差点立体化に伴い現在の上り線が竣工し暫定二車線対面通行にて供用され、2002年に下り線が竣工し4車線化された。国道指定が当バイパスに一本化されるまでは住吉交差点が現道とバイパスの分岐地点であった。
金成川橋
- 全長：34.3m / 34.5m（上り / 下り）
- 幅員：11.7m×2
- 形式：単径間鋼単純箱桁橋[18][19]
- 竣工：2000年 / 1981年（上り / 下り）[9]

小名浜林城字塚前にて二級水系藤原川水系金成川を渡る。1981年に現在の上り線が竣工し暫定二車線対面通行にて供用され、2000年に下り線が竣工し4車線化された。
三沢大橋
- 全長：241.0m
- 幅員：10.5m×2
- 形式：6径間鋼連続鈑桁橋として竣工[20]
- 竣工：1981年 / 2006年（上り / 下り）[9]

常磐三沢町字日吉下にて二級水系藤原川水系三沢川とそれに並行する福島県道48号江名常磐線、その他周辺の市道を渡る。1981年に現在の上り線が竣工し暫定二車線対面通行にて供用され、2006年に下り線が竣工し4車線化された。
戸ノ作橋
- 全長：100m
- 幅員：10.5m×2
- 竣工：1983年 / 2006年（上り / 下り）[9][21]

常磐松久須根町字戸ノ作にて戸ノ作池（農業用ため池）を渡る。1983年に現在の上り線が竣工し暫定二車線対面通行にて供用され、2006年に下り線が竣工し4車線化された。
松久須根大橋
- 全長：298.0m / 297.9m（上り / 下り）
- 幅員：10.5m×2
- 形式：8径間鋼連続鈑桁橋[22][23]
- 竣工：1982年 / 2005年（上り / 下り）[9]

常磐松久須根町字宮ノ前から字太夫内に至り、二級水系藤原川水系松久須根川を渡る。1983年に現在の上り線が竣工し暫定二車線対面通行にて供用され、2005年に下り線が竣工し4車線化された。
上矢田Aランプ橋・Dランプ橋（常磐上矢田町）
- 全長：65.7m / 62.9m（A / D）
- 幅員：5.5m
- 形式：2径間鋼連続箱桁橋[24][25]
- 竣工：2003年[9]

常磐上矢田町字沼平にて当バイパス本線を渡る下り線側ランプウェイの跨道橋である。常磐上矢田交差点の立体化に伴い竣工した。
獺沢橋
- 全長：130.1m
- 幅員：10.5m×2
- 竣工：1985年 / 2002年（上り / 下り）[9]

常磐上矢田町字横道から字獺沢を経て字穂町作に至り、二級水系藤原川水系矢田川を渡る。1985年に現在の上り線が竣工し暫定二車線対面通行にて供用され、2002年に下り線が竣工し4車線化された。
上荒川こ道橋
- 全長：20.0m / 19.9m（上り / 下り）
- 幅員：8.8m / 9m（上り / 下り）
- 竣工：1984年 / 2003年（上り / 下り[9]

自由ケ丘にて市道十五町目若葉台線（鹿島街道）を渡る。1988年に現在の上り線が竣工し暫定二車線対面通行にて供用され、2003年に下り線が竣工し4車線化された。市道との接続は東京方面のみのハーフインターである。橋梁北東側のたもとには国土交通省磐城国道事務所平維持出張所が所在する。
久世原トンネル
- 全長：260m
- 幅員：9.3m / 9.4m
- 工法：開削工法
- 竣工：1999年[15]

平中山字矢ノ倉に所在する。完成当初から片側2車線ずつの幅員が確保されていた中で、それぞれ片側1車線ずつ用いた暫定2車線で供用されており、2018年に以北の区間の4車線化に伴い片側2車線供用された。トンネル内に起点の日本橋から200kmを示すキロポストがある。バイパスに隣接する久世原団地の住民により行われたバイパス建設反対運動に対処するために、自動車騒音の低減を目的とし建設された。
不動橋
- 全長：47.0m / 46.9m / 47.0m / 47.1m（上り / 下り / 上り側道 / 下り側道）
- 幅員：8.8m / 9.8m / 8.5m / 8.5m（上り）
- 竣工：1989年 / 2018年 / 1989年 / 1989年（上り / 下り / 上り側道 / 下り側道）[9]

平中山字字赤から字柳町に至り、二級水系滑津川を渡る。1999年に現在の上り線と中山跨道橋側道部の上下線が竣工し暫定二車線対面通行にて供用され、2018年に下り線が竣工し4車線化された。
中山跨道橋
- 全長：23.4m
- 幅員：8.8m / 9.8m
- 竣工：1990年 / 2018年(上り / 下り）[9]

平中山字柿ノ目にて福島県道241号下高久谷川瀬線を渡る。1999年に現在の上り線が竣工し暫定二車線対面通行にて供用され、2018年に下り線が竣工し4車線化された。
菅波大橋
- 全長：110.0m
- 幅員：10.5m / 11.5m
- 形式：3径間鋼上路式ローゼ橋[26]
- 竣工：1999年 / 2018年（上り / 下り）[9]

平菅波字菅波入に位置する。1999年に現在の上り線が竣工し暫定二車線対面通行にて供用され、2018年に下り線が竣工し4車線化された。
夏井甲塚跨道橋
- 全長：23.7m / 23.6m（上り / 下り）
- 幅員：9m / 9.8m（上り / 下り）
- 竣工：1999年 / 2017年（上り / 下り）[9]

平荒田目字反町から字八反田に至り、福島県道229号甲塚古墳線を渡る。1999年に仮称甲塚跨道橋として現在の上り線が竣工し暫定二車線対面通行にて供用され、2018年に下り線が竣工し4車線化された。橋名の公募が行われ、当時のいわき市立夏井小学校の6年生の児童によって名付けられた。
夏井川橋
神谷さざ波橋 / 天神ひばり橋
- 全長：31.7m / 27.2m
- 幅員：8.9m / 6.3m
- 形式：単径間鋼単純箱桁橋[27]
- 竣工：1999年[9]

平中神谷字天神川原、平下神谷字天神に位置する神谷立体交差点の旧道上り線側ランプ路（側道）の橋梁で、一級市道下知内釜ノ台線等の市道を渡る。1999年に神谷Aランプ橋（上り）、神谷Bランプ橋（下り）として竣工した。橋名の公募が行われ、それぞれいわき市立平第六小学校といわき市立草野小学校の6年生によって名付けられた。
神谷こ道橋
- 全長：73.1m
- 幅員：10.3m
- 竣工：1994年[9]

平下神谷字天神に位置する神谷立体交差点の旧道下り線側ランプ路（本線）の橋梁であり、一級市道下知内釜ノ台線、国道399号（旧国道6号現道）を渡る。